# Doomsday-Methode
Die Doomsday-Methode ist ein Verfahren zur Bestimmung des Wochentages eines gegebenen Datums, das mit Kopfrechenoperationen durchgeführt werden kann. Es wurde um 1970 vom britischen Mathematiker John Horton Conway entwickelt.
Ermittelt wird der Wochentag, auf den das Datum nach dem gregorianischen Kalender fällt. Damit eignet sich diese Methode zunächst nur für die Berechnung von Daten ab dem 15. Oktober 1582. Für die übrigen Daten nach dem julianischen Kalender ist die Berechnung entsprechend zu modifizieren (siehe Anwendung im julianischen Kalender).

## Berechnung des Wochentages
Der Algorithmus orientiert sich am sogenannten Doomsday (eigentliche Bedeutung des Wortes: „Tag des jüngsten Gerichts“), welcher in diesem Zusammenhang der Wochentag des letzten Februar-Tages (also des 28. bzw. in einem Schaltjahr des 29. Februar) eines Jahres ist. In diesem Jahr (2025) ist dies Freitag.
Wenn man den Doomsday kennt, kann man vom letzten Tag des Februars als Fixpunkt aus die Wochentage für alle anderen Daten des Jahres vor- und zurückrechnen.
In der Praxis kommen Berechnungen von Wochentagen im aktuellen Jahr oder in der nahen Vergangenheit oder Zukunft am häufigsten vor. Diese Berechnungen sind recht leicht im Kopf auszuführen und werden hier daher zuerst vorgestellt.
Für diese Berechnungen kann der Doomsday für das aktuelle Jahr auswendig gelernt werden. Der Doomsday wandert jedes Jahr einen Wochentag weiter, in Schaltjahren zwei Wochentage. So kann der Doomsday für Jahre in der nahen Vergangenheit oder Zukunft recht leicht durch Vor- und Zurückrechnen ermittelt werden.
| Sonntag | Montag | Dienstag | Mittwoch | Donnerstag | Freitag | Samstag |
| ------- | ------ | -------- | -------- | ---------- | ------- | ------- |
| 1897    | 1898   | 1899     | 1900     | 1901       | 1902    | 1903    |
|         | 1904*  | 1905     | 1906     | 1907       |         | 1908*   |
| 1909    | 1910   | 1911     |          | 1912*      | 1913    | 1914    |
| 1915    |        | 1916*    | 1917     | 1918       | 1919    |         |
| 1920*   | 1921   | 1922     | 1923     |            | 1924*   | 1925    |
| 1926    | 1927   |          | 1928*    | 1929       | 1930    | 1931    |
|         | 1932*  | 1933     | 1934     | 1935       |         | 1936*   |
| 1937    | 1938   | 1939     |          | 1940*      | 1941    | 1942    |
| 1943    |        | 1944*    | 1945     | 1946       | 1947    |         |
| 1948*   | 1949   | 1950     | 1951     |            | 1952*   | 1953    |
| 1954    | 1955   |          | 1956*    | 1957       | 1958    | 1959    |
|         | 1960*  | 1961     | 1962     | 1963       |         | 1964*   |
| 1965    | 1966   | 1967     |          | 1968*      | 1969    | 1970    |
| 1971    |        | 1972*    | 1973     | 1974       | 1975    |         |
| 1976*   | 1977   | 1978     | 1979     |            | 1980*   | 1981    |
| 1982    | 1983   |          | 1984*    | 1985       | 1986    | 1987    |
|         | 1988*  | 1989     | 1990     | 1991       |         | 1992*   |
| 1993    | 1994   | 1995     |          | 1996*      | 1997    | 1998    |
| 1999    |        | 2000*    | 2001     | 2002       | 2003    |         |
| 2004*   | 2005   | 2006     | 2007     |            | 2008*   | 2009    |
| 2010    | 2011   |          | 2012*    | 2013       | 2014    | 2015    |
|         | 2016*  | 2017     | 2018     | 2019       |         | 2020*   |
| 2021    | 2022   | 2023     |          | 2024*      | 2025    | 2026    |
| 2027    |        | 2028*    | 2029     | 2030       | 2031    |         |
| 2032*   | 2033   | 2034     | 2035     |            | 2036*   | 2037    |
| 2038    | 2039   |          | 2040*    | 2041       | 2042    | 2043    |
|         | 2044*  | 2045     | 2046     | 2047       |         | 2048*   |
| 2049    | 2050   | 2051     |          | 2052*      | 2053    | 2054    |
| 2055    |        | 2056*    | 2057     | 2058       | 2059    |         |
| 2060*   | 2061   | 2062     | 2063     |            | 2064*   | 2065    |
| 2066    | 2067   |          | 2068*    | 2069       | 2070    | 2071    |
|         | 2072*  | 2073     | 2074     | 2075       |         | 2076*   |

### Merkregeln für den Doomsday
Daneben gibt es eine Reihe von Eselsbrücken, die die Berechnung erleichtern:
- Im Januar ist in Schaltjahren der 4.1. ein Doomsday, in den anderen Jahren ist es der 3.1. (Eselsbrücke: Heilige 3 Könige; besser: „Drei Jahre ist es die 3, und Schaltjahre sind durch 4 teilbar.“ oder „3mal die 3, beim 4ten Mal die 4“)
- Im Februar ist es der letzte Tag, also der 28.2. oder der 29.2. im Schaltjahr.
- Im März sind es alle durch 7 teilbaren Tage, also der 7., 14., 21. und 28.
- Ab April fällt in geraden Monaten der Tag mit der Monatszahl auf den Doomsday (4.4., 6.6., 8.8., 10.10. und 12.12.)
- Ab Mai in den ungeraden Monaten sind der 9.5., 5.9., 11.7. und 7.11. Doomsdays. Dazu gibt es einen englischen Merkspruch: „I work from 9 to 5 at the 7-11.“ (7-Eleven ist eine internationale Einzelhandelskette.)

Folgende Tage eines Jahres fallen also immer auf den Doomsday:
- 7.3.
- 4.4.
- 9.5.
- 6.6.
- 11.7.
- 8.8.
- 5.9.
- 10.10.
- 7.11.
- 12.12.

Die folgenden Monate haben die gleiche Abfolge von Wochentagen:
- Januar (nur in Schaltjahren), April und Juli
- Januar und Oktober (außer in Schaltjahren)
- Februar (außer in Schaltjahren), März und November
- Februar und August (nur in Schaltjahren)
- September und Dezember

Außerdem kann man sich weitere Fixdaten merken, z. B. fällt der 24. Dezember immer auf den Wochentag, der zwei Tage vor dem Doomsday liegt. Ebenso können der eigene Geburtstag, Namenstag, Hochzeitstag usw. als Fixdaten hinzugezogen werden.
Als Alternative zum oben genannten englischen Merkspruch kann man im deutschen Sprachraum für die ungeraden Monate ab März auch die Jahreszeitenregel zur Bestimmung des Doomsday verwenden: Das Jahr hat vier Jahreszeiten. Bis Juli wird es wärmer – zähle 4 [zur Monatszahl] hinzu. Danach wird es kühler – ziehe 4 ab. Man erhält somit den 7.3., den 9.5., den 11.7. sowie den 5.9. und den 7.11.

### Memo-Liste
Wenn man die folgende Memo-Liste auswendig lernt, kann man die Doomsday-Methode anwenden.
| Monat     | Doomsday | im Schaltjahr | Merkhilfe                     |
| --------- | -------- | ------------- | ----------------------------- |
| Januar    | 3.1.     | 4.1.          | drei Jahre 3, im vierten 4    |
| Februar   | 28.2.    | 29.2.         | letzter                       |
| März      | „0.“ 3.  |               | nullter, oder durch 7 teilbar |
| April     | 4.4.     |               |                               |
| Mai       | 9.5.     |               | nine to five                  |
| Juni      | 6.6.     |               |                               |
| Juli      | 11.7.    |               | seven-eleven                  |
| August    | 8.8.     |               |                               |
| September | 5.9.     |               | nine to five                  |
| Oktober   | 10.10.   |               |                               |
| November  | 7.11.    |               | seven-eleven                  |
| Dezember  | 12.12.   |               |                               |

## Berechnung des Doomsdays
Für Jahre, die weiter in der Vergangenheit oder Zukunft liegen, kann der Doomsday rechnerisch bestimmt werden, wozu ebenfalls Kopfrechnen ausreicht.
Die Wochentage werden wie folgt als Zahlen interpretiert:
| Sonntag | Montag | Dienstag | Mittwoch | Donnerstag | Freitag | Samstag |
| ------- | ------ | -------- | -------- | ---------- | ------- | ------- |
| 0       | 1      | 2        | 3        | 4          | 5       | 6       |

### Berechnung des Jahrhundert-Doomsdays
Ausgangspunkt ist der Doomsday des ersten Jahres in einem Jahrhundert. Gelernt werden sollte der Doomsday für die vollen Jahrhunderte von 1800 bis 2100 (siehe Tabelle). Da sich die Wochentage alle 400 Jahre wiederholen, kann für andere Jahrhunderte entsprechend vor- oder zurückgerechnet werden. Man kann sich auch einfach am Doomsday des Jahrhunderts orientieren, in dem man geboren ist (gegenwärtig also Mittwoch oder Dienstag).
| Sonntag | Montag | Dienstag | Mittwoch | Donnerstag | Freitag | Samstag |
| ------- | ------ | -------- | -------- | ---------- | ------- | ------- |
| 2100    |        | 2000     | 1900     |            | 1800    |         |

Anhand des oben beschriebenen 400-Jahres-Zyklus kann man alternativ auch eine Berechnung für den „Jahrhundert-Doomsday“ vornehmen: Rechnet man nach der oben beschriebenen Methode den Doomsday zurück auf ein fiktives Jahr Null, erhält man hierfür als Ergebnis den Dienstag, der somit Grundlage, quasi der „Ur-Doomsday“, für die weitere Berechnung ist.
Man muss jetzt noch berechnen,
1. wie oft sich das zu berechnende Jahr durch 100 teilen lässt (also die ersten zwei Stellen der vierstelligen Jahreszahl) und
2. von diesem Ergebnis die Zahl vor dem Komma modulo 4.

Das Ergebnis mit 2 multipliziert ist dann die Anzahl der Tage, die man nun von Dienstag zurückrechnen muss, um den Doomsday des entsprechenden Jahrhunderts zu erhalten.
Als Formel dargestellt ergibt sich hieraus:
{\displaystyle \mathrm {Dienstag} -\left(\left\lfloor {\frac {yyyy}{100}}\right\rfloor {\bmod {4}}\right)*2={\text{Jahrhundert-Doomsday}}} ,
wobei {\displaystyle yyyy} für das Jahr steht, für das man den Jahrhundert-Doomsday berechnen will.
Da sich bei dieser Formel meistens negative Zahlen ergeben, kann man den „Ur-Doomsday“ gleich mit 9 verwenden und zum Schluss von dem Ergebnis 7 abziehen:
{\displaystyle \mathrm {\left(9-\left(\left\lfloor {\frac {yyyy}{100}}\right\rfloor {\bmod {4}}\right)*2\right)} {\bmod {7}}={\text{Jahrhundert-Doomsday}}}.
Alternativ kann, wer sich die obige Tabelle der Jahrhundert-Doomsdays nicht merken möchte oder kann,
- beim oben genannten „Ur-Doomsday“ des fiktiven Jahres 0 – einem Dienstag – beginnen,
- dann in 400-Jahres-Schritten nach vorne springen (und somit bei Dienstag bleiben),
- dann in 100-Jahres-Schritten weiterspringen, wobei jedes Mal fünf Wochentage weitergezählt wird (Eselsbrücke: „Schon wieder ein Jahrhundert geschafft! Yeah, give me five!“).

Beispiel: Für Jahre im zwanzigsten Jahrhundert beginnt man also im Jahre 0 mit Dienstag,
landet dann in vier 400er-Sprüngen im Jahr 1600 wieder bei Dienstag, und geht dann dreimal
je 100 Jahre weiter (1700: Dienstag + 5 = Sonntag, 1800: Sonntag + 5 = Freitag,
1900: Freitag + 5 = Mittwoch).

### Berechnung des Doomsdays eines Jahres
Die Berechnung des Doomsdays eines bestimmten Jahres erfolgt in vier Schritten:
1. Bestimmen, wie oft die Zahl 12 in die letzten beiden Stellen der Jahreszahl passt.
2. Den Rest von Schritt 1 bestimmen.
3. Bestimmen, wie oft die Zahl 4 in den Rest aus Schritt 1 passt.
4. Den Jahrhundert-Doomsday bereithalten.

Die Ergebnisse der vier Schritte werden addiert, wobei ein Vielfaches von 7 abgezogen wird, sodass sich eine Zahl von 0 bis 6 ergibt. Dies ist der gesuchte Doomsday des Jahres.
Als Formel lässt sich das Verfahren wie folgt darstellen, wobei {\displaystyle yy} für die letzten beiden Stellen des Jahres steht, für das der Doomsday ermittelt werden soll und {\displaystyle JhD} den „Jahrhundert-Doomsday“ laut obiger Tabelle bzw. Berechnung bezeichnet:
{\displaystyle \left({\left\lfloor {\frac {yy}{12}}\right\rfloor +yy\;{\bmod {1}}2+\left\lfloor {\frac {yy\;{\bmod {1}}2}{4}}\right\rfloor }+JhD\right){\bmod {7}}=\mathrm {Doomsday} }
Ist der Doomsday ermittelt, kann wie oben beschrieben auf jedes Datum des Jahres vor- und zurückgerechnet werden.
Alternativ kann für die Berechnung des Doomsdays eines bestimmten Jahres die letzten beiden Ziffern {\displaystyle yy} zum Ganzzahlergebnis der Division durch 4 derselben zweistelligen Zahl plus den Jahrhundertdoomsday addiert werden. Diese Summe dividiert man dann modulo 7.
{\displaystyle \left(yy+{\left\lfloor {\frac {yy}{4}}\right\rfloor }+JhD\right){\bmod {7}}=\mathrm {Doomsday} }
Für schnelles Kopfrechnen ist jedoch der Umweg über die Dutzende leichter, weil für das Berechnen kleinere Zahlen durch 7 zu teilen sind.

## Beispiele

Zusammenfassung der wichtigsten Daten

### Wochentag des 26. Oktobers 2005
Der Doomsday des Jahres 2005 berechnet sich wie folgt:
1. Die letzten beiden Stellen der Jahreszahl sind 05; die 12 passt 0 mal in die 5. Ergebnis: 0
2. Der Rest aus Schritt 1 ist 5. Ergebnis: 5
3. Die 4 passt einmal in die 5. Ergebnis: 1
4. Jahrhundert-Doomsday für 2000 ist Dienstag. Ergebnis: 2

Die Summe der Ergebnisse der vier Schritte ergibt 0+5+1+2=8. Davon wird 7 abgezogen, das ergibt dann 1, also Montag.
Der 10. Oktober ist also ein Montag (siehe Merkregel). Dann ist auch der 24. ein Montag und der gesuchte 26. Oktober 2005 ein Mittwoch.

### Wochentag des 26. Februars 1960
1. 60 / 12 = 5
2. Rest = 0
3. 0 / 4 = 0
4. 1900: Mittwoch = 3

Summe = 8. Davon wird 7 abgezogen, das ergibt dann 1, also Montag. Da 1960 ein Schaltjahr war, ist der 29. Februar ein Montag und daher der gesuchte 26. Februar ein Freitag.

## Anwendung im julianischen Kalender
Grundsätzlich kann man diese Methode analog auch für Daten nach dem julianischen Kalender anwenden, da dieser sich vom gregorianischen lediglich durch die Schaltjahresregelung an „glatten“ Jahrhunderten (1800, 1900 etc.) unterscheidet.
Hierzu muss allerdings die Berechnung des „Jahrhundert-Doomsdays“ (s. o.) folgendermaßen angepasst werden:
- Der „Ur-Doomsday“ ist Sonntag.
- Zu berechnen ist, wie oft
  1. sich die Jahreszahl durch 100 teilen lässt und
  2. dieser Rest durch 7 teilbar ist.

Das Ergebnis ist anschließend vom Sonntag aus zurückzurechnen:
{\displaystyle \mathrm {Sonntag} -\left\lfloor {\frac {a}{100}}\right\rfloor {\bmod {7}}=\mathrm {JahrhundertDoomsday} }
Anschließend kann weiter wie oben beschrieben verfahren werden.

## Ergebniskontrolle
Eine einfache und sichere Methode der Kontrolle der Ergebnisse stellen abgebildete Ewige Kalender dar.

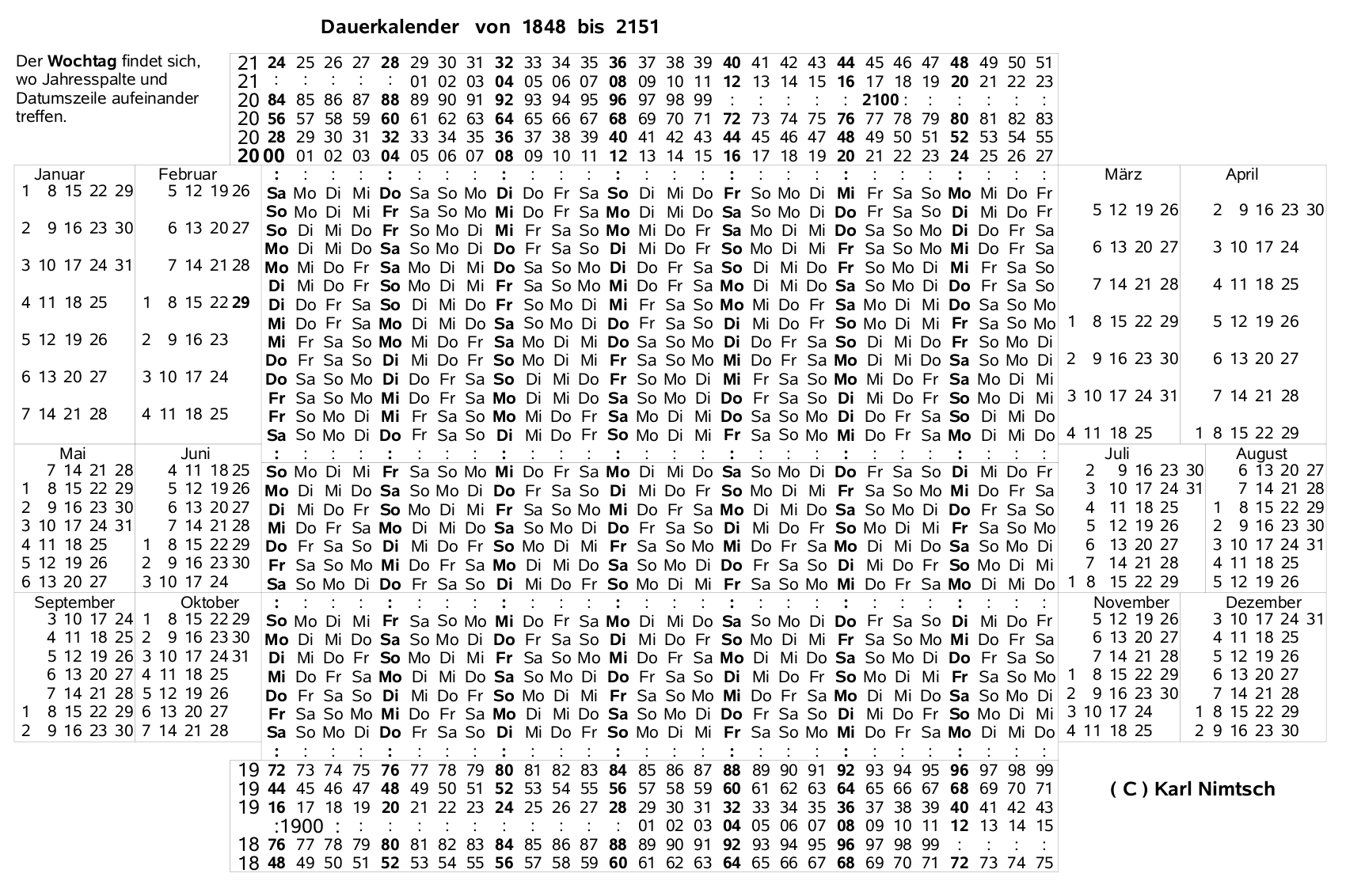
Dauerkalender von 1848 bis 2151

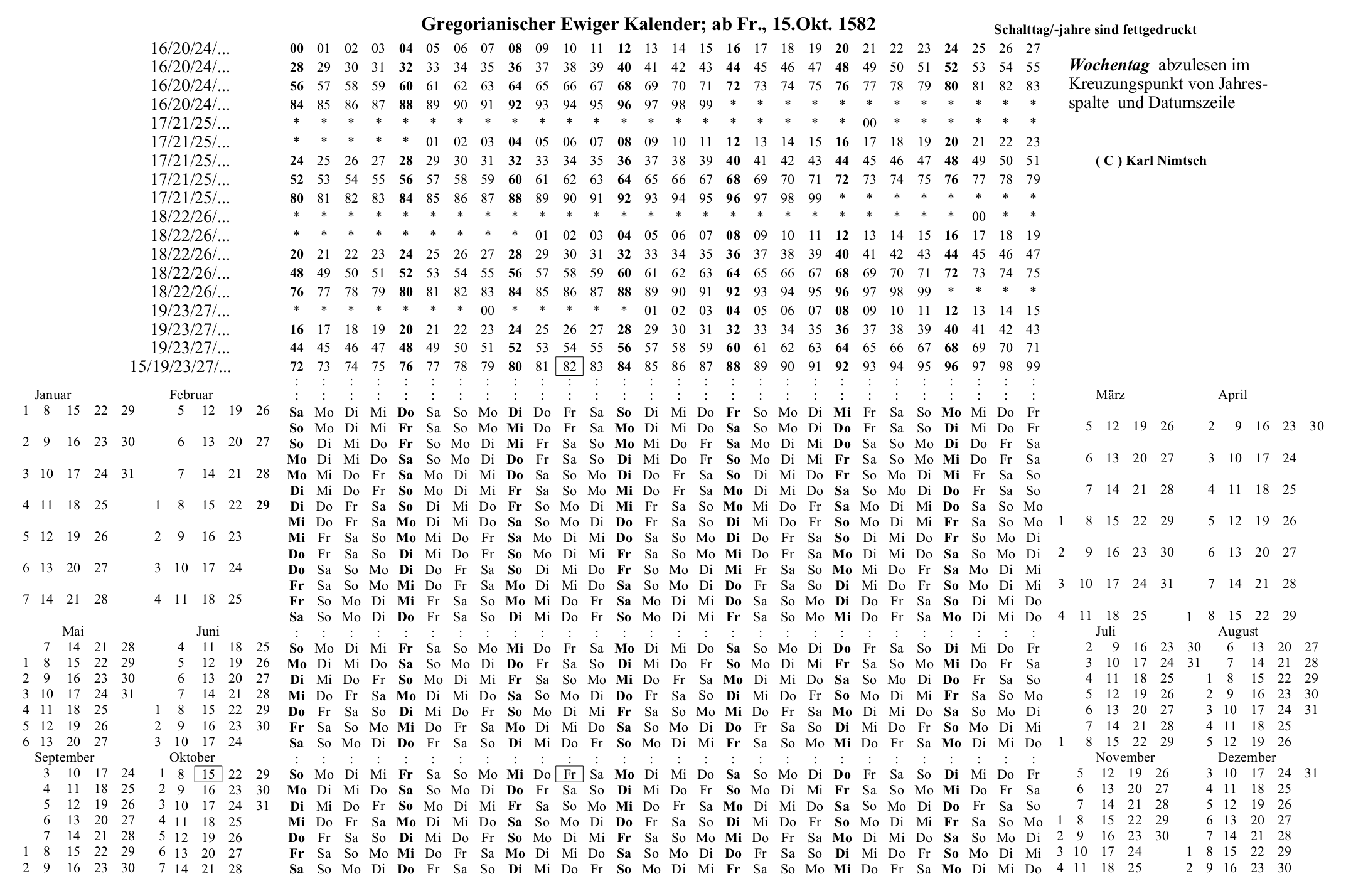
Ewiger Kalender ab dem 15. Okt. 1582

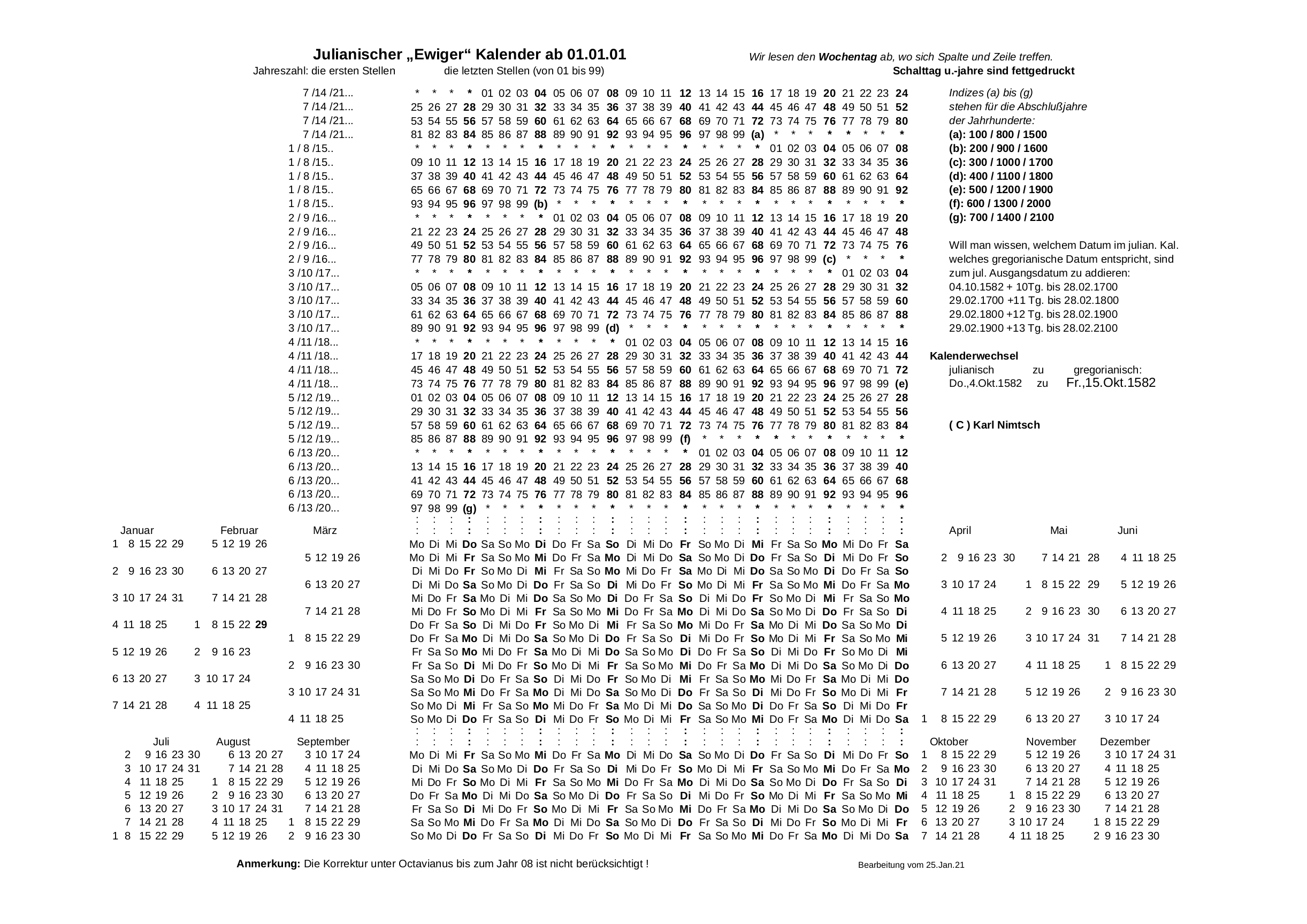
Julian. Dauerkalender ab 1. Jan. des Jahres 1 (Nicht berücksichtigt ist die Korrektur von Augustus bis zum Jahr 8)

## Sonstiges
Gegen Ende des 19. Jahrhunderts wurden viele Methoden zur Wochentagsberechnung veröffentlicht. Die erste Veröffentlichung ist wahrscheinlich die von Lewis Carroll in der Zeitschrift Nature (Band 35, vom 31. März 1887, Seite 517). Sie ist grundsätzlich sehr ähnlich der Doomsday-Methode. Darin schreibt Carroll: „Ich selbst bin kein Schnellrechner und durchschnittlich brauche ich ca. 20 Sekunden, um eine gestellte Frage zu beantworten; ich zweifle aber nicht daran, daß ein wirklicher Schnellrechner zur Antwort noch nicht einmal 15 Sekunden benötigen würde.“